# Otgon Tenger Uul
Otgon Tenger Uul är ett berg i Mongoliet.   Det ligger i provinsen Dzavchan, i den västra delen av landet, 700 km väster om huvudstaden Ulan Bator. Toppen på Otgon Tenger Uul är 4 008 meter över havet.
Terrängen runt Otgon Tenger Uul är huvudsakligen kuperad. Otgon Tenger Uul är den högsta punkten i trakten. Trakten runt Otgon Tenger Uul är nära nog obefolkad, med färre än två invånare per kvadratkilometer. Det finns inga samhällen i närheten. Trakten runt Otgon Tenger Uul består i huvudsak av gräsmarker.